# ペデルペス
ペデルペス（学名：Pederpes、「這う石」「石の足」）は、約3億5,000万年前（石炭紀前期）のスコットランドに生息していた、絶滅した四肢動物の属である。化石では尾椎と前肢の一部が失われていたが、標本長は約50センチメートルで、全長は約1メートルと推定されている。頭蓋骨は同じく初期の四肢動物であるイクチオステガやオッシノダスと同様の三角形であったが、より上下に高い点が特徴である。

## 発見と歴史
イクチオステガやアカンソステガのようなデボン紀に生息していたまだ陸上に完全に適応できていない最古の両生類と、石炭紀後期のエリオプスのような陸上に適応した両生類を繋ぐ化石記録は長い間知られていなかった。この間の約2,000万年の期間は、それを指摘した古生物学者アルフレッド・ローマーの名にちなんで「ローマーのギャップ」と言われていた。その空白のさなかに生息していたミッシングリンクがペデルペスである。1971年に発見されて以来魚類のものだと思われていた化石が四肢動物であると判明し、2002年にジェニファー・クラックによって記載された。
クラックが記載した標本は、30年以上に亘ってスコットランド・グラスゴーのハンテリアン博物館に収蔵されていた。僅かに母岩から露出した骨の形状から、当時は魚類の骨と誤同定されており、1996年まで顧みられなかった。クラックの指導学生が魚類化石の研究のため当該標本を博物館から借用したところ、研究の過程で四肢動物であることが判明した。

## 特徴
本属は陸上を歩き回ることのできた最初期の四肢動物と考えられており、その根拠には趾骨や中足骨の形状が挙げられる。デボン紀のアカントステガの四肢が単純で中足骨も寸胴な形状をなすのに対し、ペデルペスの中足骨は1本1本差異のある捻られたような形状をなす。これは、陸上で体重を支持するにあたって指の位置ごとにかかる力の大きさや向きが異なるためであり、ペデルペスは陸上で運動する適応を遂げていることが示唆される。
加えて、ペデルペスの第四趾は長く、地面を蹴ることが可能な構造をなしている。またアカントステガの趾が8本であったのに対し、ペデルペスの趾が四肢動物の基本形たる5本である点も派生的な特徴である。